# Ficus pustulata
Ficus pustulata är en mullbärsväxtart som beskrevs av Adolph Daniel Edward Elmer. Ficus pustulata ingår i släktet fikonsläktet, och familjen mullbärsväxter. Inga underarter finns listade i Catalogue of Life.